# علم النحو
عِلْمُ النَّحْوِ ويسمَّى أيضًا عِلْمُ الإِعْرَابِ هو علمٌ يُعرف به حال أواخر الكلم، وعلم النحو يبحث في أصول تكوين الجملة وقواعد الإعراب. فغاية علم النحو أن يحدِّد أساليب تكوين الجمل ومواضع الكلمات والخصائص التي تكتسبها الكلمة من ذلك الموضع، سواءً أكانت خصائص نحوية كالابتداء والفاعلية والمفعولية أو أحكامًا نحوية كالتقديم والتأخير والإعراب والبناء.
والغرض من علم النحو تحصيل ملكة يُقْتَدَر بها على إيراد تركيب وضع وضعا نوعيًا لما أراده المتكلم من المعاني وعلى فهم معنى أي مركب كان بحسب الوضع المذكور.
وعلم النحو من علوم اللغة العربية ويعدُّ العلم الأهم بينها، معرفته ضرورية على أهل الشريعة إذ أنَّ مأخذ الأحكام الشرعية كلها من الكتاب والسنة، وتعلُّمه ضروري لمن أراد علم الشريعة.
والنحو هو انتحاء سمت كلام العرب في تصرفه من إعراب وغيره: كالتثنية، والجمع، والتحقير والتكسير والإضافة والنسب، والتركيب، وغير ذلك، ليلحق من ليس من أهل اللغة العربية بأهلها في الفصاحة فينطق بها وإنْ لم يكن منهم، وإنْ شذَّ بعضهم عنها ردَّ به إليها. وهو في الأصل مصدر شائع، أي نحوت نحوًا، كقولك قصدت قصدًا، ثمَّ خصّ به انتحاء هذا القبيل من العلم (الجزء الأول – صفحة 34)، فالنحو عند ابن جنِّي على هذا هو: محاكاة العرب في طريقة كلمهم تجنُّبًا للَّحن، وتمكينًا للمستعرب في أن يكون كالعربيّ في فصاحته وسلامة لغته عند الكلام.
من خصائص هذا العلمِ تَمييزُ الاسمِ من الفعلِ من الحرفِ، وتَمييزُ  المُعْرَبِ من المَبنيِّ، وتَمييزُ المرفوعِ من المنصوبِ من المخفوضِ من المجزومِ، مَعَ تحديدِ العواملِ المؤثرةِ في هذا كلِّه، وقد استُنبِطَ هذا كلُّه من كلامِ العربِ بالاستقراءِ، وصارَ كلامُ العربِ الأولُ شعراً ونثراً - بعدَ نصوصِ الكتابِ والسُّنةِ - هو الحجةُ في تقريرِ قواعدِ النحوِ في صورةِ ماعُرِفَ بالشواهدِ اللُّغويةِ، وهو ما استَشهدَ به العلماءُ من كلامِ العربِ لتقريرِ القواعدِ.

## أصل التسمية
النحو في اللغة من المصدر نَحَا ينحو؛ والنَّحْوُ: القَصدُ والطَّرِيقُ، يكون ظرفًا  واسمًا، نَحاه يَنْحُوه ويَنْحاه نَحْوًا وانْتَحاه، ونَحْوُ العربية منه، وهو في الأَصل مصدر شائع أَي نَحَوْتُ نَحْوًا كقولك قَصَدْت قَصْدًا، ثم خُص به انْتِحاء هذا القَبيل من العلم، كما أَن الفِقه في الأَصل مصدر فَقِهْت الشيء أَي عَرَفته، ثم خُص به علم الشريعة من التحليل والتحريم. قال ابن سيده: وله نظائر في قصر ما كان شائعًا في جنسه على أَحد أَنواعه، وقد استعملته العرب ظَرْفًا، وأَصله المصدر؛ ومن ذلك فقد سُمي علمُ النحوِ بهذا الاسمِ لأن المتكلمَ ينحو به منهاجَ كلامِ العربِ إفرادًا وتركيبًا.
وتكثر الروايات بشأن تسمية النحو بهذا الاسم بكثرة الروايات التي تتحدث عن نشأته، ومن أشهر الرويات هي ما روي أن علي بن أبي طالب لمَّا أشار على أبي الأسود الدؤلي أن يضع علم النحو، قال له ـ بعد أن علمه الاسم والفعل والحرف -: الاسم ما أنبأ عن مسمى، والفعل ما أنبأ عن حركة المسمى، والحرف ما أنبأ عن معنى في غيره، والرفع للفاعل وما اشتبه به، والنصب للمفعول وما حمل عليه، والجر للمضاف وما يناسبه، انح هذا النحو يا أبا الأسود (آي اسلك هذه الطريقة)؛ فسمي بذلك. من هنا اعتبر النحو محاكاة كلام العرب واتباع نهجهم في ما قالوه من الكلام الصحيح، وسمي نحوا لأن المتكلم ينحو به نهج كلام العرب، وهذا ما عبر عنه ابن جني -وهو يحدد بدقة مفهوم النحو- قائلا: “هو انتحاء سمت كلام العرب في تصرفه من إعراب وغيره كالتثنية والجمع، والتحقير، والتكسير والإضافة والنسب، والتركيب وغير ذلك ليلحق من ليس من أهل العربية بالعربية في الفصاحة”(3).

## التاريخ
فلما كانت الفتوحات الإسلامية واتسعت الدولة الإسلامية، واختلاط العرب الفاتحين بالشعوب التي كانت تحت سيطرة الفرس والبيزنطيين والأحباش، ودخول كثير من هؤلاء في الإسلام، واضطرارهم إلى تعلم ما استطاعوا من العربية، وانتشرت العربية كلغة أساسية بين هذه الشعوب، بعد أن أصبحت اللغة العربية لغة خاصة بالعرب إلى لغة لجميع المسلمين، تسرب الفساد إلى اللغة العربية وبدأ يسمع لحن في التخاطب، إلى أن انتشر وتفشَّى اللحن والتحريف في اللغة العربية داخل الأراضي الإسلامية، ولم يقتصر الأمر على المستعربين بل وظهر اللحن بين العرب خصوصًا في العراق،  واستفحال خطره وتسرب اللحن حتى في قراءة القرآن الكريم والحديث النبوي الشريف. كان من الأسباب التي استدعت وضع علم النحو، وضبط الألسن، بتدوين القواعد المستنبطة من القرآن الكريم وأقوال العرب، والتخلص من آفتيْ اللحن والتحريف، التي قد تجمع اللفظ والمعنى. قليلًا في الأول ثم أخذ في الانتشار حتى لفت إليه أنظار المسئولين وغيرهم من أهل الحل والعقد.
وهذا ماذكره أبو بكر الزبيدي في مقدمة كتابه طبقات النحويين واللغويين فقال: «ولم تزل العربية تنطق على سجيتها في صدر اسلامها وماضي جاهليتها، حتى أظهر الله الاسلام على سائر الأديان، فدخل الناس فيه أفواجا واقبلوا اليه ارسلًا، واجتمعت فيه الألسنة المتفرقة، واللغات المختلفة، ففشا الفساد في اللغة العربية، واستبان منه في الاعراب الذي هو حليها، والموضح لمعانيها. فتفطن لذلك من نافر بطباعة سوء افهام الناطقين من دخلاء الأمم بغير المتعارف من كلام العرب، فعظم الإشفاق من فشوا ذلك وغلبته، حتى دعاهم الحذر من ذهاب لغتهم وفساد كلامهم إلى ان سببوا الاسباب في تقييدها أمن ضاعت عليه، وتثقيفها لمن زاغت عنه».

### بوادر اللحن
بدأ اللحن قليلًا خفيفًا منذ أيام الرسول ﷺ على ما يظهر، فقد لحن رجل بحضرته فقال: «أرشدوا أخاكم؛ فإنه قد ضل». والظاهر أيضًا أنه كان معروفًا بهذا الاسم نفسه «اللحن»، بدليل أن أبا بكرالصديق  كان يقول: «لأن أقرأ فأسقط أحب إلي من أن أقرأ فألحن».
غير أن اللحن في صدر الأول الإسلام كان لا يزال قليلًا بل نادرًا، وكلما تقدمنا منحدرين مع الزمن اتسع شيوعه على الألسنة، وخاصة بعد تعرب الشعوب المغلوبة التي كانت تحتفظ ألسنتها بكثير من عاداتها اللغوية، مما فسح للتحريف في عربيتهم التي كانوا ينطقون بها، كما فسح اللحن وشيوعه.
وورد إلى عمر كتاب أوله: «من أبو موسى الأشعري» فكتب عمر بن الخطاب لأبي موسى الأشعري بضرب الكاتب سواطان، والصحيح أن يكتب «من أبي موسى الأشعري». والأنكى من ذلك تسرب اللحن إلى قراءة الناس للقرآن الكريم، فقد قدم أعرابي في خلافة عمر  فقال: من يقرئني شيئًا مما أنزل على محمد؟ فأقرأه رجل سورة براءة بهذا اللحن: «وَأَذَانٌ مِنَ اللَّهِ وَرَسُولِهِ إِلَى النَّاسِ يَوْمَ الْحَجِّ الأَكْبَرِ أَنَّ اللَّهَ بَرِيءٌ مِنَ الْمُشْرِكِينَ وَرَسُولُهِ...» فقال الأعرابي: «إن يكن الله بريئًا من رسوله، فأنا أبرأ منه» فبلغ عمر بن الخطاب مقالة الأعرابي فدعاه فقال: «يا أمير المؤمنين إني قدمت المدينة...» وقص القصة فقال عمر: «ليس هكذا يا أعرابي» فقال: "كيف هي يا أمير المؤمنين؟ فقال: ﴿أَنَّ اللَّهَ بَرِيءٌ مِنَ الْمُشْرِكِينَ وَرَسُولُهُ﴾ فقال الأعرابي: «وأنا أبرأ ممن برئ الله ورسوله منهم». فأمر عمر ألا يقرئ القرآن إلا عالم باللغة. وروى الجاحظ أن أول لحن سمع بالبادية: «هذه عصاتي» بدل «هذه عصاي»، وأول لحن سمع بالعراق: «حيِّ على الفلاح» (بكسر الياء بدل فتحها).
وقال عمر بن عبد العزيز: «إن الرجل ليكلمني في الحاجة يستوجبها فيلحن فأرده عنها، وكأني أقضم حب الرمان الحامض لبغضي استماع اللحن، ويكملني آخر في الحاجة لا يستوجبها فيعرب فأجيبه إليها؛ التذاذا لما أسمع من كلامه». وكان يقول: «أكاد أضرس إذا سمعت اللحن».

## نشأة علم النحو
وضع علم النحو في الصدر الأول للإسلام، لأن علم النحو ككل قانون تتطلبه الحوادث، وتقتضيه الحاجات، ولم يكن قبل الإسلام ما يحمل العرب على النظر إليه فإنهم في جاهليتهم غنيون عن تعرفه لأنهم كانوا ينطقون عن سليقة جبلوا عليها، فيتكلمون في شؤونهم دون تعمل فكر أو رعاية إلى قانون كلامي يخضعون له، قانونهم: ملكتهم التي خلقت فيهم، ومعلمهم: بيئتهم المحيطة بهم بخلافهم بعد الإسلام إذ تأشبوا بالفرس والروم والنبط وغيرهم، فحل فانتشار اللحن والانحراف في اللسان العربي، حتى هرعوا إلى وضع النحو، وحمل القوم على الاجتهاد لحفظ العربية، وتيسير تعلمها للأعاجم، فشرعوا يتكلمون في الإعراب وقواعده حتى تم لهم مع الزمن هذا الفن.
وكثرت الروايات في قصة وضع علم النحو، ولكن معظم الروايات أتفقت على أن الذي وضع علم النحو هو أبو الأسود الدؤلي المتوفى سنة 67 هـ،  وقد ورد في كتاب سبب وضع علم العربية، للإمام السيوطي بعضًا من هذه الروايات:
- الرواية الأولى عن أَبُي بكر مُحَمَّد بن الْقَاسِم الْأَنْبَارِي فِي أَمَالِيهِ حَدثنِي بعض أَصْحَابنَا قَالَ قَالَ أَبُو عبد الله مُحَمَّد بن يحيى الْقطعِي حَدثنِي مُحَمَّد بن عِيسَى بن يزِيد حَدثنِي أَبُو تَوْبَة الرّبيع بن نَافِع الْحلَبِي حَدثنَا عِيسَى بن يُونُس عَن ابْن جريج عَن ابْن أبي مليكَة  قدم أعرابي في خلافة عمر  فقال: من يقرئني شيئًا مما أنزل على محمد؟ فأقرأه رجل سورة براءة بهذا اللحن: «وَأَذَانٌ مِنَ اللَّهِ وَرَسُولِهِ إِلَى النَّاسِ يَوْمَ الْحَجِّ الأَكْبَرِ أَنَّ اللَّهَ بَرِيءٌ مِنَ الْمُشْرِكِينَ وَرَسُولُه» فقال الأعرابي: «إن يكن الله بريئًا من رسوله، فأنا أبرأ منه» فبلغ عمر بن الخطاب  مقالة الأعرابي فدعاه فقال: «يا أمير المؤمنين إني قدمت المدينة...» وقص القصة فقال عمر: «ليس هكذا يا أعرابي» فقال: كيف هي يا أمير المؤمنين؟ فقال: ﴿أَنَّ اللَّهَ بَرِيءٌ مِنَ الْمُشْرِكِينَ وَرَسُولُهُ﴾ فقال الأعرابي: «وأنا أبرأ ممن برئ الله ورسوله منهم». فأمر عمر ألا يقرئ القرآن إلا عالم باللغة وَأمر أَبَا الْأسود فَوضع النَّحْو.[17][21][22][23][24] [[أخرجه الحافظ أبو القاسم بن عساكر في تاريخ دمشق]]
- الرواية الثانية عن أَبُي الْقَاسِم عبد الرَّحْمَن بن إِسْحَاق الزجاجي النَّحْوِيّ فِي أَمَالِيهِ حَدثنَا أبو جَعْفَر مُحَمَّد بن رستم الطَّبَرِيّ قَالَ حَدثنَا أبو حَاتِم السجسْتانِي حَدثنِي يَعْقُوب بن إِسْحَاق الْحَضْرَمِيّ حَدثنَا سعيد بن سلم الْبَاهِلِيّ حَدثنَا أبي عَن جدي عَن أبي الْأسود الدؤَلِي  قَال: دخلت على أَمِير الْمُؤمنِينَ عليّ بن أبي طَالب  فرأيته مطرقًا متفكرًا، فَقلت فيمَ تفكر يَا أَمِير الْمُؤمنِينَ: قَالَ إِنِّي سَمِعت ببلدكم هَذَا لحنًا فَأَرَدْت أَن أصنع كتابًا فِي أصُول الْعَرَبيَّة، فَقلت: إِن فعلت هَذَا أَحْيَيْتَنَا، وَبقيت فِينَا هَذِه اللُّغَة، ثمَّ أَتَيْته بعد ثَلَاث فَألْقى إِلَيّ صحيفَة فِيهَا بِسم الله الرَّحْمَن الرَّحِيم، الْكَلَام كُله اسْم وَفعل وحرف، فالاسم مَا أنبأ عَن الْمُسَمّى، وَالْفِعْل مَا أنبأ عَن حَرَكَة الْمُسَمّى، والحرف مَا أنبأ عَن معنى لَيْسَ باسم وَلَا فعل، ثمَّ قَالَ لي تتبعه وزد فِيهِ مَا وَقع لَك، وَاعْلَم يَا أَبَا الْأسود أَن الْأَسْمَاء ثَلَاثَة ظَاهر، ومضمر، وَشَيْء لَيْسَ بِظَاهِر وَلَا مُضْمر، وَإِنَّمَا تتفاضل الْعلمَاء فِي معرفَة مَا لَيْسَ بِظَاهِر وَلَا مُضْمر، قَالَ أَبُو الْأسود فَجمعت مِنْهُ أَشْيَاء وعرضتها عَلَيْهِ، فَكَانَ من ذَلِك حُرُوف النصب، فَذكرت مِنْهَا إِن وَأَن وليت وَلَعَلَّ وَكَأن وَلم أذكر لَكِن، فَقَالَ لي: لم تركتهَا فَقلت: لم أحسبها مِنْهَا فَقَالَ: بل هِيَ مِنْهَا فزدها فِيهَا.
- الرواية الثالثة عن ابْن الْأَنْبَارِي قَال: حَدثنَا يَمُوت حَدثنَا السجسْتانِي وَهُوَ أَبُو حَاتِم سَمِعت مُحَمَّد بن عباد المهلبي عَن أَبِيه قَال: سمع أبُا الْأسود الدؤَلِي ﴿أَنَّ اللَّهَ بَرِيءٌ مِنَ الْمُشْرِكِينَ وَرَسُولُه﴾ فَقَال: لَا تطمئِن نَفسِي إِلَّا أَن أَضَع شَيْئًا اصلح بِهِ لحن هَذَا أَو كلَامًا هَذَا مَعْنَاه.
- الرواية الثالثة عن ابْن الْأَنْبَارِي قَال: حَدثنِي أبي حَدثنِي أَبُو عِكْرِمَة قَالَ قَالَ الْعُتْبِي كتب مُعَاوِيَة إِلَى زِيَاد يطْلب عبيد الله ابْنه فَلَمَّا قدم عَلَيْهِ كَلمة فَوَجَدَهُ يلحن فَرده إِلَى زِيَاد وَكتب إِلَيْهِ كتابًا يلومه فِيهِ وَيَقُول: أمثل عبيد الله يضيع فَبعث زِيَاد إِلَى أبي الْأسود  فَقَالَ لَهُ يَا أَبَا الْأسود إِن هَذِه الْحَمْرَاء قد كثرت وأفسدت من ألسن الْعَرَب فَلَو وضعت شَيْئًا يصلح بِهِ النَّاس كَلَامهم ويعربون بِهِ كتاب الله فَأبى ذَلِك أبو الْأسود فَوجه زِيَاد رجلًا وَقَالَ لَهُ أقعد فِي طَرِيق أبي الْأسود فَإِذا مر بك فاقرأ شَيْئًا من الْقُرْآن وتعمد اللّحن فِيهِ فَفعل ذَلِك فَلَمَّا مر بِهِ أَبُو الْأسود الدؤلي  رفع الرجل صَوته فَقَرَأَ ﴿أَنَّ اللَّهَ بَرِيءٌ مِنَ الْمُشْرِكِينَ وَرَسُولُه﴾ (بالجر) فاستعظم ذَلِك أَبُو الْأسود وَقَالَ عز وَجه الله أَن يبرأ من رَسُوله ثمَّ رَجَعَ من فوره إِلَى زِيَاد فَقَال: يَا هَذَا قد أَجَبْتُك إِلَى مَا سَأَلت وَرَأَيْت أَن ابدأ بإعراب الْقُرْآن فَابْعَثْ إِلَيّ ثَلَاثِينَ رجلًا فأحضرهم زِيَاد، فَاخْتَارَ مِنْهُم أَبُو الْأسود عشرَةً ثمَّ لم يزل يختارهم حَتَّى اخْتَار مِنْهُم رجًلا من عبد الْقَيْس فَقَال: خُذ الْمُصحف وصبغًا يُخَالف لون المداد فَإِذا فتحت شفتي فانقط وَاحِدَة فَوق الْحَرْف، وَإِذا ضممتها فَاجْعَلْ النقطة إِلَى جَانب الْحَرْف، فَإِذا كسرتها فَاجْعَلْ النقطة من اسفل الْحَرْف، فَإِن أتبعت شَيْئًا من هَذِه الحركات غنة فانقط نقطتين فابتدأ بالمصحف حَتَّى أَتَى على آخِره، ثمَّ وضع الْمُخْتَصر الْمَنْسُوب إِلَيْهِ بعد ذَلِك.
- الرواية الرابعة عن أَبُي الْفرج الْأَصْبَهَانِيّ أخبرنَا أَبُو جَعْفَر بن رستم الطَّبَرِيّ النَّحْوِيّ عَن أبي عُثْمَان الْمَازِني عَن أبي عمر الْجرْمِي عَن أبي الْحسن الْأَخْفَش عَن سِيبَوَيْهٍ عَن الْخَلِيل بن أَحْمد عَن عِيسَى بن عمر عَن عبد الله بن أبي إِسْحَاق الْحَضْرَمِيّ عَن عَنْبَسَة الْفِيل وَمَيْمُون الأقرن عَن يحيى بن يعمر اللَّيْثِيّ قال: أَن أبا الْأسود الدؤَلِي  دخل إِلَى ابْنَته بِالْبَصْرَةِ فَقَالَت لَه: يَا أَبَت مَا أَشد الْحر رفعت أَشد فظنها تسأله وتستفهم مِنْهُ أَي زمَان الْحر أَشد؟ فَقَالَ: لَهَا شهر ناجر (يُرِيد شهر صفر الْجَاهِلِيَّة كَانَت تسمى شهور السَّنة بِهَذِهِ الْأَسْمَاء) فَقَالَت: يَا أَبَت إِنَّمَا أَخْبَرتك وَلم أَسأَلك، فَأتى أَمِير الْمُؤمنِينَ عَليّ بن أبي طَالب  فَقَالَ يَا أَمِير الْمُؤمنِينَ ذهبت لُغَة الْعَرَب لما خالطت الْعَجم، وأوشك إِن تطاول عَلَيْهَا زمَان أَن تضمحل، فَقَالَ لَهُ: وَمَا ذَلِك فَأخْبرهُ خبر ابْنَته فَأمره فَاشْترى صحفًا بدرهم وأملى عَلَيْهِ الْكَلَام كُله لَا يخرج عَن اسْم وَفعل وحرف جَاءَ لِمَعْنى. وَهَذَا القَوْل أول كتاب سِيبَوَيْهٍ ثمَّ رسم أصُول النَّحْو كلهَا فنقلها النحويون وفرعوها. وفي رواية أخرى عن أَبُو الْفرج الْأَصْبَهَانِيّ قال: أَخْبرنِي أَحْمد بن الْعَبَّاس قَالَ حَدثنَا الْعَنزي عَن أبي عُثْمَان الْمَازِني عَن الْأَخْفَش عَن الْخَلِيل بن أَحْمد عَن عِيسَى بن عمر عَن عبد الله بن أبي إِسْحَاق عَن أبي حَرْب بن أبي الْأسود قَال: أول بَاب وَضعه أبي من النَّحْو بَاب التَّعَجُّب وقَالَ ابْن عَسَاكِر فِي تَارِيخه وَيُقَال إِن ابْنَته قَالَت لَهُ يَوْمًا يَا أَبَت مَا أحسن السَّمَاء، فَقَال: أَي بنية نجومها قَالَت: إِنِّي لم أرد أَي شَيْء مِنْهَا أحسن، إِنَّمَا تعجبت من حسنها، قَال: إِذن فَقولِي مَا أحسن السَّمَاءَ فَحِينَئِذٍ وضع كتابًا.

وقَالَ السيرافي: وَيُقَال إِن السَّبَب فِي وضع النحو أَنه مر بِأبي الْأسود سعد الْفَارِسِي وَكَانَ رجلا فارسيًا من أهل بوزنجان، كَانَ قدم الْبَصْرَة مَعَ جمَاعَة من أَهله فدنوا من قدامَة بن مَظْعُون الجُمَحِي، فَادعوا أَنهم اسلموا على يَدَيْهِ، وَأَنَّهُمْ بِذَاكَ من موَالِيه، فَمر سعد هَذَا بِأبي الْأسود وَهُوَ يَقُود فرسه فَقَالَ لَهُ: مَا لَك لَا تركب فَقَال: إِن فرسي ضالع فَضَحِك بِهِ بعض من حَضَره، فَقَالَ أَبُو الْأسود: هَؤُلَاءِ الموَالِي قد رَغِبُوا فِي الْإِسْلَام ودخلوا فِيهِ فصاروا لنا إخْوَة فَلَو علمناهم الْكَلَام فَوضع بَاب الْفَاعِل وَالْمَفْعُول بِهِ وَلم يزدْ عَلَيْهِ. وَقَالَ أَيْضًا وَيُقَال: إِن أبا الأسود لما وضع بَاب الْفَاعِل وَالْمَفْعُول بِهِ، زَاد فِي ذَلِك الْكتاب رجل من بني لَيْث أبوابًا، ثمَّ نظر فَإِذا فِي كَلَام الْعَرَب مَا لَا يدْخل فِيهِ فأقصر عَنهُ، وَلَعَلَّ هَذَا الرجل يحيى بن يعمر قَالَ: وروى مَحْبُوب الْبكْرِيّ عَن خَالِد الْحذاء قَالَ أول من وضع الْعَرَبيَّة نصر بن عَاصِم.
وقد روي أنه قيل لأبي الْأسود من أيْنَ لَك هَذَا الْعلم يعنون النَّحْو قَالَ أخذت حُدُوده عَن عَليّ بن أبي طَالب . وَقَالَ مُحَمَّد بن سَلام الجُمَحِي وَكَانَ أول من أسس الْعَرَبيَّة وَفتح بَابهَا وأنهج سَبِيلهَا وَوضع قياسها أبو الْأسود الدؤَلِي وَإِنَّمَا فعل ذَلِك حِين اضْطربَ كَلَام الْعَرَب. وروى ابْن لَهِيعَة عَن أبي النَّضر قَالَ كَانَ عبد الرَّحْمَن بن هُرْمُز أول من وضع الْعَرَبيَّة. وَقَالَ أَبُو عُبَيْدَة معمر بن الْمثنى رَحمَه الله أول من وضع الْعَرَبيَّة أَبُو الْأسود الدؤَلِي ثمَّ مَيْمُون الأقرن، ثمَّ عَنْبَسَة الْفِيل ثمَّ عبد الله بن أبي إِسْحَاق.

### موضع نشأة النحو
تجمع الأدلة على أن نشأة النحو كانت في العراق كان أسبق البلاد إلى تدوين النحو والصرف، الذي تجمع عليه المصادر أن النحو نشأ بالبصرة، وبها نما واتسع وتكامل وتفلسف، وأن رءوسه بنزعتيه السماعية والقياسية كلهم بصريون.

### بواعث نشأة علم النحو
يعتبر اللحن الباعث الأول على تدوين اللغة وجمعها وعلى استنباط قواعد النحو وتصنيفها؛ فقد كانت حوادثه المتتابعة نذير الخطر الذي هب على صوته أولو الغيرة على العربية والإسلام، بدء العرب بالاختلاط مع هذه الشعوب.
- الباعث الديني: وهو الدافع الأهم والرئيسي، الذي حمل علماء المسلمين على وضع علم النحو، وذلك بعد أن خشي المسلمون أن يصيب الناس اللحن في قراءة القرآن الكريم، فحرص علماء المسلمون على وضع علم العربية، ودفعهم ذلك على الاجتهاد لوضع علم العربية، لحفظ العربية.[19]
- الباعث القومي: يرجع إلى أن العرب يعتزون بلغتهم اعتزازًا شديدًا، وهو اعتزاز جعلهم يخشون عليها من الفساد ويخشون عليها من الألفاظ الداخلة من الأعاجم حين امتزجوا بهم، مما جعلهم يحرصون على رسم أوضاعها؛ خوفًا عليها من التأثر باللغات الأعجمية.[30]
- الباعث الاجتماعي: ويرجع ذلك إلى حاجة الشعوب المستعربة لمن يرسم لها اوضاع العربية في إعرابها، وتصريفها، حتى تتمثل تمثلا مستقيما، وتتقن النطق بأساليب العرب الفصحاء أصحاب النطق السليم.[30]

## أهمية علم النحو
إن علم النحو من أهم علوم اللغة العربية، حيث يساعد في التعرف على صحة أو ضعف التراكيب العربيَّة، وكذلك التعرف على الأمور المتعلقة بالألفاظ من حيث تراكيبها، ويكون الهدف من ذلك تجنب الوقوع في أخطاء التأليف، والقدرة على الإفهام؛ فبه يُعرف كيفية التركيب العربي صحَّة وسقمًا، وكيفية ما يتعلَّق بالألفاظ من حيث وقوعها في التركيب، والغرض منه الاحتراز عن الخطأ في التأليف، والاقتدار على فَهْمِه، والإفهام به.
ويعتبر العلماء أن علم النحو بمكانة أبي العلوم العربية، ويعدوه من أهم علوم اللغة العربية والقنطرة التي نعبر بها عليه إلى التزود بالعلوم اللغوية والعلوم الشرعية وغيرها. وعلم النحو دعامة العلوم العربية، وقانونها الأعلى؛ منه تستمد العون، وتستلهم القصد، وترجع إليه في جليل مسائلها، وفروع تشريعها؛ ولن تجد علمًا منها يستقل بنفسه عن النحو، أويستغنى عن معونته، أويسير بغير نوره وهداه. وإن علم النحو من العلوم المهمة التي لا غنى عنها، وهو من أسمى العلوم قدرًا وأنفعها.
ويرى ابن جني في كتابه الخصائص: أنَّ النحو طريقة لمحاكاة العرب في طريقة كلامهم؛ وذلك من أجل تجنب اللحن، ولتمكين المستعربين في الوصول إلى مرتبة العربيِّ في الفصاحة، وسلامة اللغة التي يتكلمها، وبالتالي يكون غرض علم النحو هو تحقيق هذين الهدفين.
وقد وردت الكثير من الاقتباسات تدل على أهمية علم النحو وتحث على طلبه ومن هذه الاقتباسات قول عمر بن الخطاب : «تعلَّموا النحو كما تعلَّمون السَّنن والفرائض»،  وكان أيوب السختياني يقول:«تعلموا النحو، فإنه جمال للوضيع، وتركه هجنة للشريف».
ويقول ابن الأنباري:«ن الأئمة من السلف والخلف أجمعوا قاطبة على أنه شرط في رتبة الاجتهاد، وأن المجتهد لوجمع كل العلوم لم يبلغ رتبة الاجتهاد حتى يعلم النحو، فيعرف به المعانى التى لا سبيل لمعرفتها بغيره. فرتبة الاجتهاد متوقفة عليه، لا تتم إلا به».
ويقول عبد القاهر الجرجاني: «وأما زُهُدهم في النَّحو واحتقارُهم له وإصغارُهم أمرَهُ وتهاوُنهم به فصنيعُهم في ذلك أشنعُ من صَنيعهم في الذي تقدَّم وأشبهُ بأن يكونَ صّداً عن كتابِ الله وعن معرفةِ معاينه ذاك لأنَّهم لا يجدونَ بُدّاً من أنْ يَعْترِفُوا بالحاجةِ إليه فيه إذ كان قد عُلمَ أنَّ الألفاظَ مغلقةٌ على مَعانيها حتّى يكونَ الإِعرابُ هو الذي يفتحها وأنّ الأغراضَ كامنةٌ فيها حتى يكونَ هو المستخرِجَ لها وأنه المعيارُ الذي لا يُتبيَّنُ نُقصانُ كلامٍ ورُجحانهُ حتى يُعرضَ عليه . والمقياسُ الذي لا يُعرف صحيحٌ من سقيمٍ حتّى يُرجَعَ إليه . ولا يُنكِرُ ذلك إلا مَن نَكر حِسَّه وإلا مَن غالطَ في الحقائقِ نَفْسَهُ». وواصف الشَّعْبِيُّ النحو كالملح في الطعام قائلًا: «النَّحْوُ فِي الْعِلْمِ كَالْمِلْحِ فِي الطَّعَامِ لَا يُسْتَغْنَى عَنْهُ»،  وقال محمد بن سلام البيكندي للحث على طلب علم النحو: «مَا أَحدث النَّاس مروءةً أفضل من طلب النَّحو».
وقد أنشد إسحاق بن خلف البهراني كما في زهر الآداب وثمر الألباب:

## المدارس النحوية
- المدرسة النحوية الكوفية طلب العلم في البصرة على أئمتها، قرأ على أبي عمرو بن العلاء، وعلى عيسى بن عمر الثقفي، لكنه لم يقارب أحدا من تلامذتهم فلم ينبه، وعاش بالبصرة غير معروف، وكان أول كوفي ألف في العربية، وكتابه «الفيصل» عرضه -فيما ذكروا- على أصحاب النحو بالبصرة فلم يلتفتوا إليه، ولا جسر على إظهاره لما سمع كلامهم، أما هو فيزعم أن الخليل طلب الكتاب فأطلعه عليه، «فكل ما في كتاب سيبويه: قال الكوفي كذا، فإنما عنى الرؤاسي هذا»2. وزعم جماعة من البصريين أن الكوفي الذي يذكره الأخفش في آخر المسائل، ويرد عليه الرؤاسي. يعد من قراء الكوفيين، وسترى من أسماء كتبه الموضوعات التي عني بها: كتاب التصغير، الإفراد والجمع، الوقف والابتداء، معاني القرآن. ولما رجع إلى الكوفة وجد فيها عمه معاذ بن مسلم الهراء "187" مرجع الناس في العربية، وعني بالصرف ومسائله خاصة، وتبعه في هذه العناية من قرأ عليه من الكوفيين، حتى قيل: إنهم فاقوا البصريين فيها، ومن هنا عدهم بعض العلماء واضعي علم الصرف. وتخرج بالرؤاسي تلميذاه المشهوران: الكسائي والفراء. أما الكسائي فأنت تعرف أنه أعجمي الأصل وأحد القراء السبعة وإمام الكوفيين في العربية، أخذ عن يونس أحد أئمة البصرة وجلس في حلقة الخليل، ثم خرج إلى بوادي نجد والحجاز وتهامة يأخذ عن الأعراب «فأنفد خمس عشرة قنينة حبر في الكتابة عن العرب سوى ما حفظ، فقدم البصرة فوجد الخليل قد مات وفي موضعه يونس، فجرت بينهما مسائل أقر له فيها يونس وصدره في موضعه»1. ثم انتقل إلى بغداد، فعاش في قصر الرشيد مؤدبا للأمين والمأمون، ونال الحظوة وأقبلت عليه الدنيا: يخدمه وليا العهد، ويعنى به ويعوده الرشيد نفسه. ولما خرج الرشيد إلى الري اصطحب معه الكسائي ومحمد بن الحسن الشيباني، فاتفق أن ماتا سنة 189 في يوم واحد، فقال الرشيد: «دفنت الفقه والنحو في يوم واحد». تمركزت في مدينة الكوفة في العراق أيام العباسيين وعلى رأسهم الكسائي.
- المدرسة النحوية البصرية وهي السابقة في دراسة علم النحو، وأول من ذكر من أعلامها أبو الأسود الدؤلي، وتلاميذه هم الذين نشروا النحو في البصرة، وتخرج على أيديهم وأيدي تلاميذهم طبقات من أعلام النحو رفعوا بناء المذهب البصري على أسس متينة وقواعد محكمة.[42][43]

وكان الكوفيون يخالفون البصريين في معظم القواعد النحوية الأساسية والفرعية فحصل تنافس تاريخي بينهما اعتمد فيه علم النحو على الفلسفة وعلم المنطق فتدهورت حاله بسبب سهولة تبرير أي خطأ في اللغة على هذا الأساس ومع الزمن فضل الجمهور المدرسة البصرية وأفكارها لسهولتها ومنطقيتها حيث الأفكار الكوفية كانت في الغالب متعمدة لمخالفة المدرسة البصرية.

### نشأة الخلاف واحتكاك المدرستين
أول ما يعرف من الخلاف بين البصريين والكوفيين ما أثبته سيبويه في «الكتاب» من حكاية أقوال «الكوفي» أبي جعفر الرؤاسي على ما علمت آنفا. والظاهر أن مرافقة الرؤاسي للخليل في القراءة على عيسى بن عمر جعلت بينهما نوعا من الأنس سمح للخليل أن يطلب من الرؤاسي كتابه، فروى منه بعض أقوال لتلميذه سيبويه، فأثبتها هذا في كتابه.
ولم يكن في هذا الخلاف ولا في غيره مما حدث بين البصريين أنفسهم يومئذ، أكثر من المذاكرة وحكاية الأقوال المخالفة والرد عليها أحيانا. فأنت كثيرا ما تجد سيبويه يورد لشيخيه يونس والخليل أقوالا يخالفها فيقول: «وزعم الخليل»، «وزعم يونس».
ولم تدخل الدنيا بين المشهورين من رجال هذه الطبقة، فالخليل والرؤاسي مثلا كلاهما صالح عفيف، ومتى خلت المناقشات العلمية مما يؤرثها من حوافز المادة أو الجاه بقيت هادئة جميلة صافية.
فلما قرّب العباسيون الكسائي وتلاميذه وخصوهم بتربية أولادهم، وبالإغداق عليهم إذ كان أهل الكوفة بالجملة أخلص لهم أحسن سابقة معهم على عكس أهل البصرة، اجتهد المقربون في التمسك بدنياهم التي نالوها، ووقفوا بالمرصاد للبصريين الذين يفوقونهم علما، فحالوا بينهم وبين النجاح المادي أو المعنوي بكل ما يستطيعون من قوة؛ وإذا كان لبصري كالأصمعي مثلا حظوة عند خليفة ولم يقدروا على إبعاده ماديا، اجتهدوا في الغض من علمه.

## علم النحو والعلوم الشرعية
إن اللغة العربية هي لغة الكتاب والسنة، ودون الإحاطة بعلومها لا يمكن فهمها فهمًا صحيحًا، ومن أهمها علم النحو، وذلك بأن يتغير ويختلف باختلاف الإعراب ، إذ الإعراب يبين المعنى وهو الذي يميز المعاني ويوقف على أغراض المتكلمين، فقد أجمع علماء الشريعة وفقهاؤها على أن تعلم العربية والتعمق فيها شرط أساسي لكل باحث في أي علم شرعي وروي عن أحمد بن فارس المتوفى سنة 370هـ أنه قال: «إن علم اللغة كالواجب على أهل العلم: لئلا يحيدوا في تأليفهم، أو فتياهم، عن سنن الاستواء» وقال ابن حزم: ولو سقط علم النحو لسقط فهم القرآن، وفهم حديث النبي صلى الله عليه وسلم، ولو سقطا لسقط الإسلام، فمن طلب النحو واللغة على نية إقامة الشريعة بذلك، وليفهم بهما كلام الله تعالى، وكلام نبيه صلى الله عليه وسلم، وليفهمه غيره، فهذا له أجر عظيم، ومرتبة عالية، لا يجب التقصير عنها لأحد. وقال ابن حزم: وأما من وسم نفسه باسم العلم والفقه: وهو جاهل للنحو واللغة، فحرام عليه أن يُفتي في دين الله بكلمة، وحرام على المسلمين أن يستفتوه: لأنه لا علم له باللسان الذي خاطبنا الله تعالى به: وإذا لم يعلمه فحرام عليه أن يفتي بما لا يعلم، قال الله تعالى: ﴿وَلَا تَقْفُ مَا لَيْسَ لَكَ بِهِ عِلْمٌ إِنَّ السَّمْعَ وَالْبَصَرَ وَالْفُؤَادَ كُلُّ أُولَئِكَ كَانَ عَنْهُ مَسْئُولًا ۝٣٦﴾ [الإسراء:36]، وقال تعالى: ﴿قُلْ إِنَّمَا حَرَّمَ رَبِّيَ الْفَوَاحِشَ مَا ظَهَرَ مِنْهَا وَمَا بَطَنَ وَالْإِثْمَ وَالْبَغْيَ بِغَيْرِ الْحَقِّ وَأَنْ تُشْرِكُوا بِاللَّهِ مَا لَمْ يُنَزِّلْ بِهِ سُلْطَانًا وَأَنْ تَقُولُوا عَلَى اللَّهِ مَا لَا تَعْلَمُونَ ۝٣٣﴾ [الأعراف:33]، وقال تعالى: ﴿إِذْ تَلَقَّوْنَهُ بِأَلْسِنَتِكُمْ وَتَقُولُونَ بِأَفْوَاهِكُمْ مَا لَيْسَ لَكُمْ بِهِ عِلْمٌ وَتَحْسَبُونَهُ هَيِّنًا وَهُوَ عِنْدَ اللَّهِ عَظِيمٌ ۝١٥﴾ [النور:15].

### الجهل بالنحو وإفضاؤه إلى الفهم الخاطئ لنصوص الكتاب والسنة
ويقول ابن جني: إن أكثر من ضل من أهل الشريعة عن القصد، وحاد عن الطريقة المثلى؛ فإنما استهواه. 36 إلى ذلك واستخف حلمه ضعفُهُ في هذه اللغة الـكريمة الشريفة.

## القرآن الكريم وعلم النحو
ارتبط علم النحو في البداية بفهم القرآن الكريم وتعليم اللغة العربية وحمايتها، إذ ترجع نشأته إلى خشية المسلمين على القرآن الكريم من مخاطر اللحن والتحريف، حيث ظهر النحو لمعالجة ظاهرة لغوية بدأت تزحف على السلوك اللساني العربي، هي ظاهرة اللحن، ذلك أن خطورة اللحن على العربية كان عاملا (2) أساسيا في نشوء علوم عربية عديدة وأولها علم النحو،
أما عن علاقة النحو بالقرآن الكريم فتظهر في أن فهم القرآن مرتبط بمعرفة النحو لأن به يتم إحكام المعنى وتحديده، وهو ضروري في تفسير القرآن الكريم، يقول الإمام الشافعي (ت204 هـ): “من تبحر في النحو اهتدى إلى كل العلوم “، وقال أيضا:”لا أسأل عن مسألة من مسائل الفقه إلا أجبت عنها من قواعد النحو”(4). لقد كانت أول غايات النحو هي فهم القرآن الكريم ومقاصده ومعانيه، ولا أحد ينكر مدى مساهمة النحاة في خدمة النص القرآني بالوقوف على مظاهر الإعجاز فيه؛ ويدعم هذا الأمر صاحب الدلائل بدعوته إلى تحصيل ملكة النحو حتى لا تنغلق النصوص من القرآن الكريم على الفهم (5)، وأهمية النحو تكمن في إبانة الفوارق بين المعاني، ولهذا حث العلماء على الأخذ بأسباب هذا العلم متكاملا، فهذا ابن خلدون، وهو يتحدث عن علاقة النحو بعلوم الشريعة يقول (6) “إن مأخذ الأحكام الشرعية كلها من الكتاب والسنة، وهي بلغة العرب، ونقلتها من الصحابة والتابعين عرب، وشرح مشكلاتهم من لغاتهم، فلا بد من معرفة العلوم المتعلقة بهذا اللسان لمن أراد علم الشريعة”. وتكاد تكون موضوعات علم النحو وأبوابه المتكاملة مطلبا واجبا على المفسر، يتوسل بها لفك مقفلات النصوص، وتجلية الأغراض الكامنة في كلام الله تعالى. إن فهم النص القرآني متوقف على معرفة علوم اللسان العربي لأنه به نزل، ولذلك فالمفسر ملزم بمعرفة النحو لأن بدونه قد يضل الطريق ولا يصل إلى القصد، بل يشترط السيوطي (7)(ت 911هـ) على المفسر جملة من العلوم ومنها: اللغة، النحو، التصريف، الاشتقاق، علم المعاني، البيان، البديع، القراءات، أصول الدين، أصول الفقه..الخ

## أهم المؤلفات في علم النحو
كثرت المؤلفات في النحو، فقد ألف الكثير من علماء النحو العرب، من الكتب والمتون المنثورة والمتون المنظومة على هيئة قصائد شعرية.
ومن الكتب المؤلفة في النحو:
- كتاب الجمل في النحو
- كتاب الكتاب لسيبويه
- كتاب الأصول في النحو
- كتاب المقتضب
- تسهيل الفوائد لابن مالك
- المفصل للزمخشري
- الأنموذج للزمخشري
- مغني اللبيب عن كتب الأعاريب لابن هشام الأنصاري
- التذييل والتكميل لأبي حيان النحوي
- شرح سيبويه لأبي سعيد السيرافي

ومن أهم المتون المنثورة في النحو:
- متن الآجرومية لابن آجروم
- متن قطر الندى لابن هشام الأنصاري
- متن الكافية لابن الحاجب

ومن أهم المتون المنظومة في النحو:
- نظم الكافية الشافية
- نظم ألفية ابن مالك
- ملحة الإعراب للحريري